# Ruby (Alaska)
Ruby ist ein kleiner Ort am Yukon River in Alaska mit 154 Einwohnern (Zählung im Jahr 2020). Er liegt an der Westgrenze des Nowitna National Wildlife Refuges.

## Geschichte
Die heutigen Einwohner der Stadt sind Koyukon-Athabasken. Diese Nomaden lebten in der Gegend zwischen Nowitna River und Koyukuk River und zogen im Rhythmus der Jahreszeiten umher. In besagter Gegend existierten zwölf Camps, an denen im Sommer gefischt wurde.
Die Siedlung entstand als Nachschublager für Goldsucher, die an den Bänken des Yukon rötliche Steine fanden, diese für Rubine hielten und dem Ort damit ihren Namen gaben.
Goldfunde am Ruby Creek (1907) und Long Creek (1911) zogen Hunderte Goldsucher an, so dass teilweise über 1000 weiße Minenarbeiter in Ruby und Umgebung lebten. Nachdem 1912 ein Postamt errichtet worden war, wurde Ruby im folgenden Jahr das Stadtrecht verliehen.
Ursprünglich wurde die Stadt durch Versammlungen der Bergleute regiert, was später vom Pioneer Igloo Number 5 übernommen wurde. Nach dem Goldrausch gingen die Bevölkerungszahlen rapide zurück: Im Jahr 1939 lebten lediglich 139 Menschen in Ruby. 
Im Verlauf des Zweiten Weltkrieges wurden die Schürfaktivitäten gänzlich eingestellt, was dazu führte, dass fast die gesamte weiße Einwohnerschaft Ruby verließ. Nach Kriegsende zogen die restlichen Einwohner von Kokrines nach Ruby, was zu einem Bevölkerungsanstieg führte. Nachdem die Stadt 1973 zur Second-Class-City geworden war, errichtete man in den 1970er Jahren unter anderem Schulen und eine Klinik, sowie Telefon- und Fernsehanschlüsse im folgenden Jahrzehnt.

## Wirtschaft und Verkehr
Wirtschaftlich von Bedeutung sind Jagd, Fischerei, Tourismus und maschineller Goldbergbau.
Der Ruby Airport wird mehrmals wöchentlich von verschiedenen Fluggesellschaften wie dem Tanana Air Service angeflogen.